# De Fries (Familie)
Die Familie de Fries war eine Unternehmerfamilie in Düsseldorf, die zum gesellschaftlich und kommunalpolitisch einflussreichen Besitzbürgertum der Stadt gehörte.

## Familienmitglieder

### Wilhelm de Fries

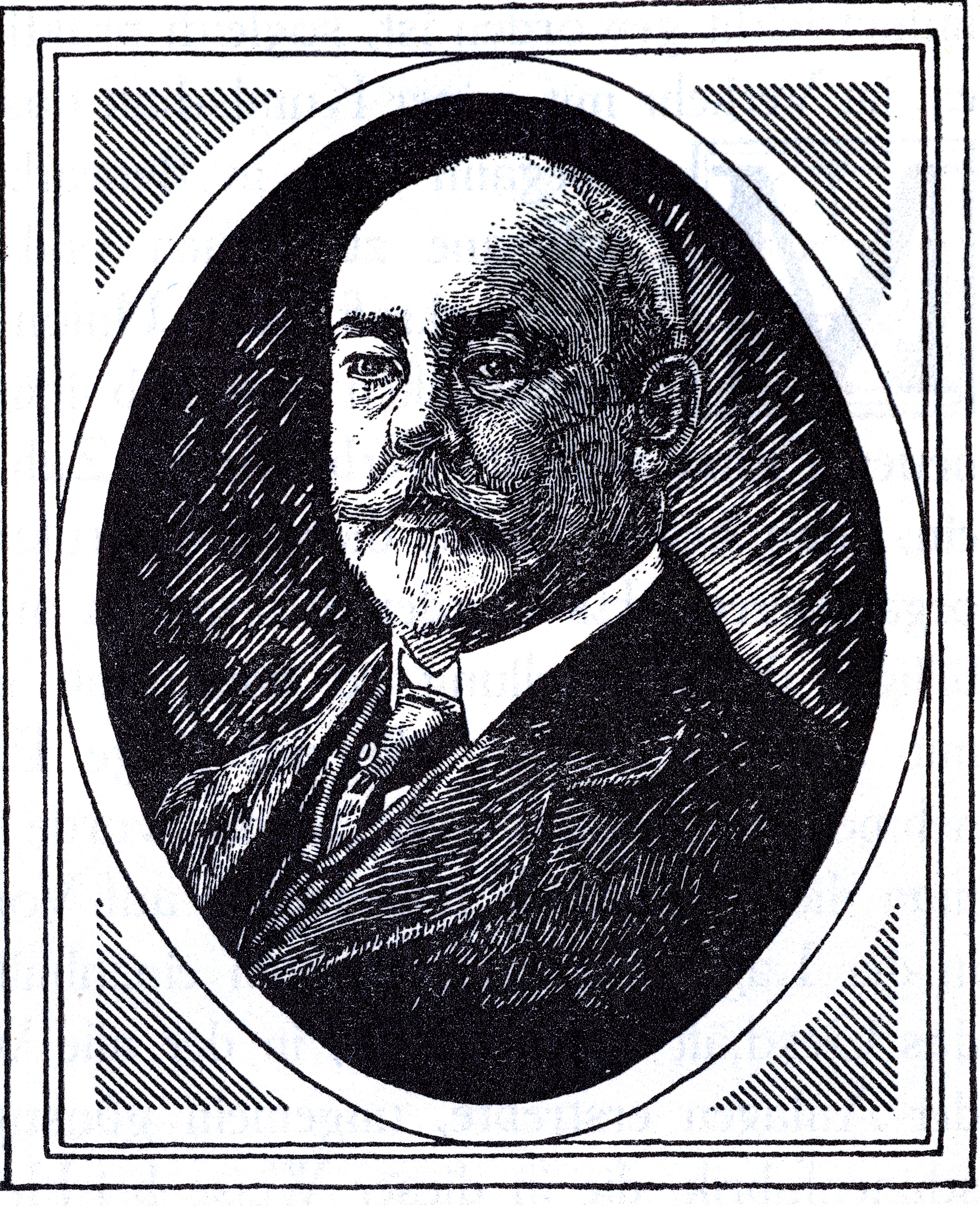
Wilhelm de Fries

Wilhelm de Fries (* 11. Februar 1856 in Orsoy; † 21. Februar 1919 in Düsseldorf) war verheiratet mit Thekla de Fries geb. Berthold (* 26. September 1861 in Erlau; † 2. September 1912 in Düsseldorf). Er wurde in Orsoy am Niederrhein als Sohn eines Kohlenhändlers geboren. Er besuchte die Volksschule und machte eine Lehre bei einem Duisburger Mechaniker. De Fries war zunächst Mitarbeiter bei dem aus Magdeburg stammenden Maschinenbauer Ernst Schieß und später in der Losenhausen’schen Hebezeug- und Transportanlagenfabrik.
Im August 1891 gründete Wilhelm de Fries zusammen mit seinem Bruder Heinrich und Anton Röper in Düsseldorf die Firma de Fries & Co. 1896 begründete er die Benrather Maschinenfabrik AG de Fries & Co. in Düsseldorf-Benrath mit Hilfe von Hermann August Flender. Produkte waren Hebezeuge, Laufkräne, Waggons und Portalkräne für Häfen. Ende des 19. Jahrhunderts produzierte das Unternehmen elektrisch getriebene Lokomotiven und Ladeeinrichtungen, die im Bergbau Verwendung fanden. Die Gesamtperspektive der Fabrikanlage zeigt eine dreischiffige, 13 m hohe Montagehalle, und die vier 7 m hohen Hallen für die Eisengießerei. Die Fabrik gehörte später als „Werk Benrath“ zur Deutsche Maschinenfabrik AG (DEMAG).
Conrad Matschoss charakterisiert Wilhelm de Fries folgendermaßen:

„Wilhelm de Fries war überzeugter Anhänger der neuen elektrischen Entwicklung. Er sah vor allem die großen Verkaufsmöglichkeiten vor sich, wenn er seiner Firma gleichsam als besonderes Kennzeichen den Ruf verschaffte, der technischen Entwicklung, wenn möglich, stets einen Schritt voranzueilen. Er hat damals seinen Freunden gegenüber immer die Forderung vertreten, ‚bei dem Laufkran muß die Katze zugleich heben und fahren können und auch der Kran muß immer fahren können‘. Dieses instinktive Gefühl für große Entwicklungsmöglichkeiten erklärt auch seine großen geschäftlichen Erfolge. Hinzu kam der eigene feste Glauben an dem, was wer sagte. Eine reiche Phantasie setzte ihn in die Lage, immer neue Seiten für die Zweckmäßigkeit und die Vorteile der von ihm empfohlenen Bauarten ins Feld zu führen. Hinzu kam die große Fähigkeit, Menschen behandeln zu können. Er war der geborene Verkaufsingenieur, dem der Kampf und die Aufträge zu anregenden Nervenspannung wurde […] Wilhelm de Fries liebte es im Verkehr mit seiner Kundschaft das Wort ‚unmöglich‘ zu streichen.“

Das Wohnhaus von Wilhelm de Fries in Düsseldorf, Haroldstraße 8, wurde von dem Düsseldorfer Architekten Heinrich Salzmann, der auch die Werksanlagen in Heerdt errichtete, mit einer bemerkenswerten Innenarchitektur erbaut: „Der im Hochparterre überbaute Eingang gab Gelegenheit zu einer reizvollen Gestaltung des Empfangszimmers.“

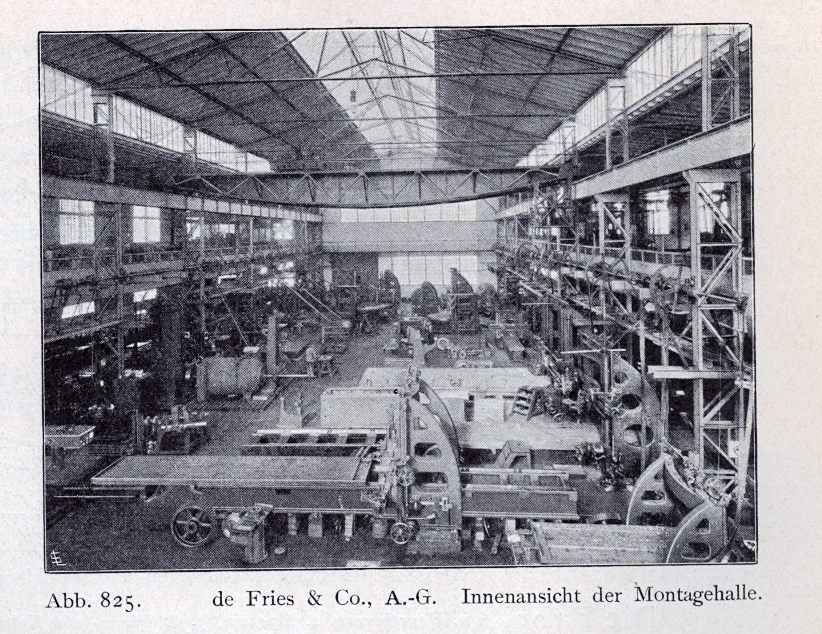
de Fries & Co. A.-G., Innenansicht der Montagehalle
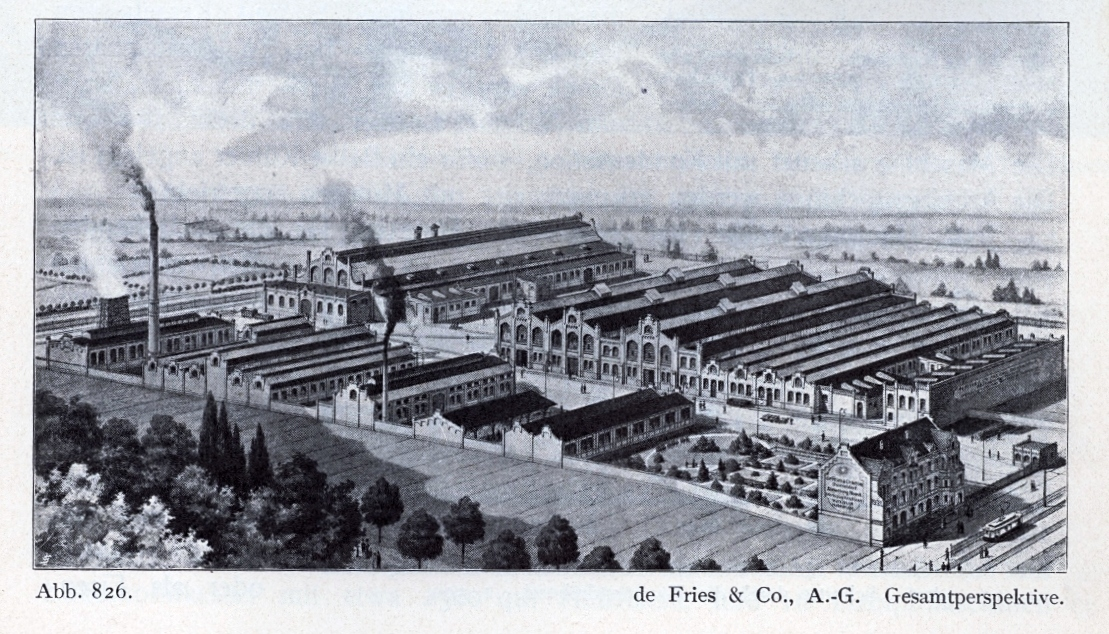
de Fries & Co. A.-G., Gesamtperspektive
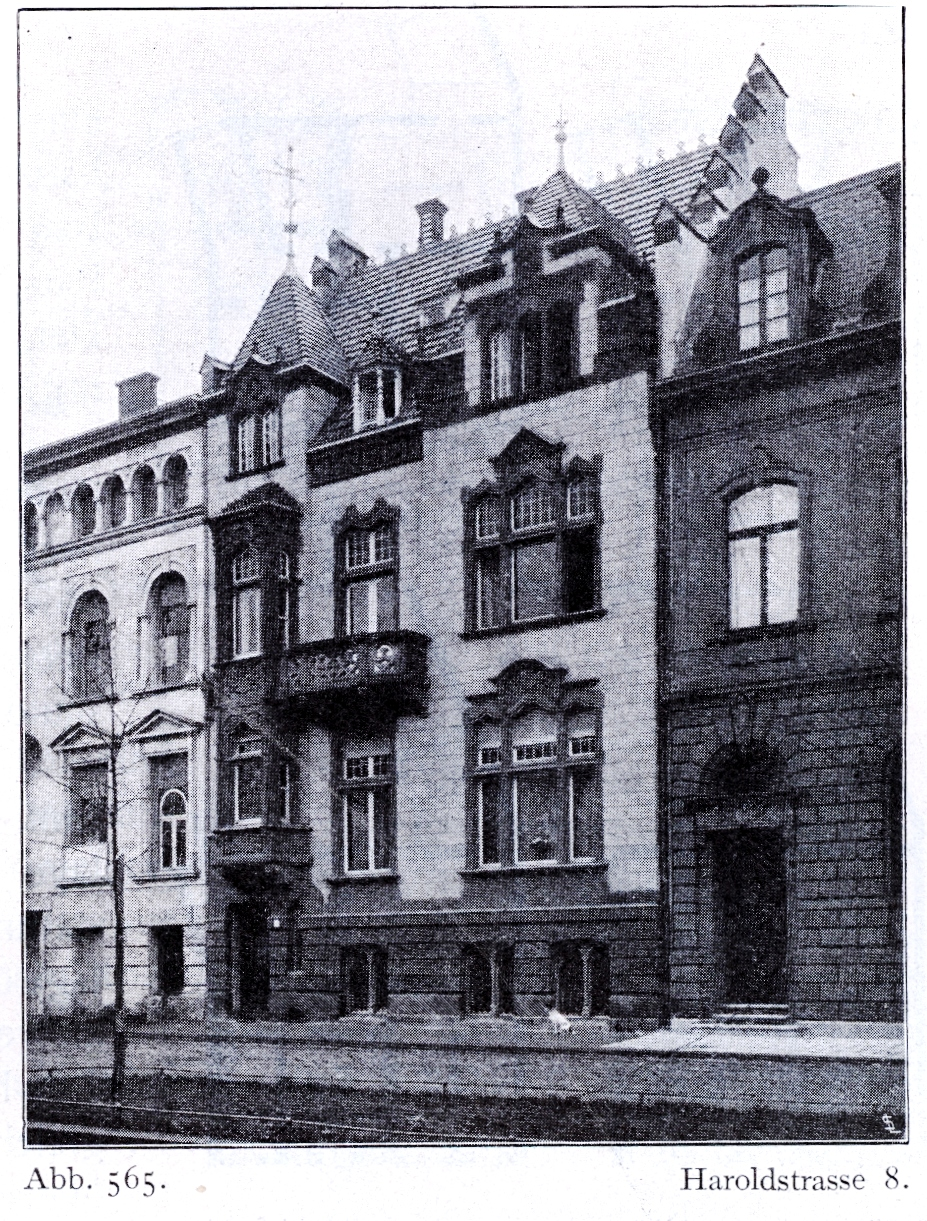
Wohnhaus von Wilhelm de Fries in Düsseldorf, Haroldstraße 8
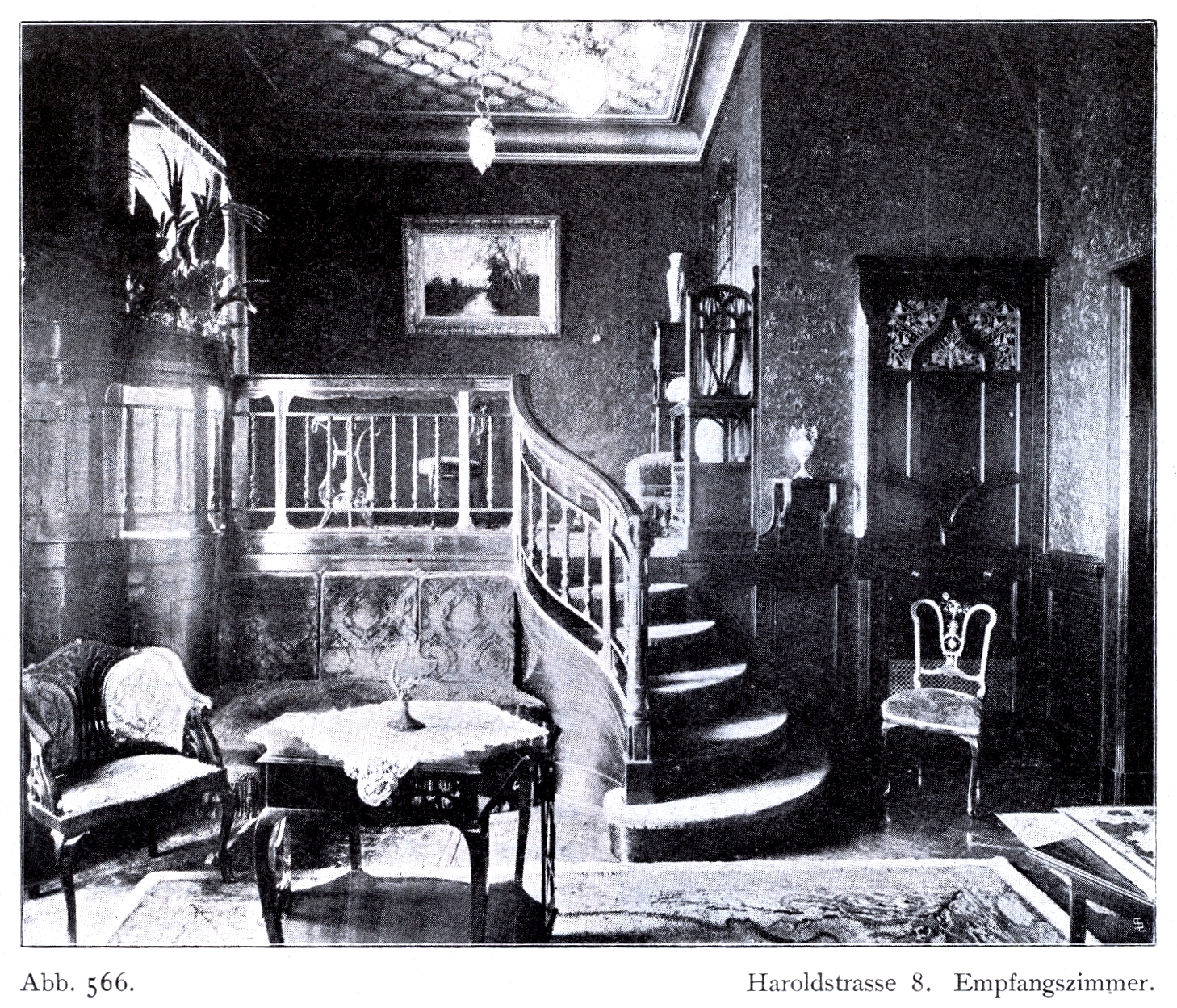
Wohnhaus von Wilhelm de Fries, Empfangszimmer

### Heinrich de Fries

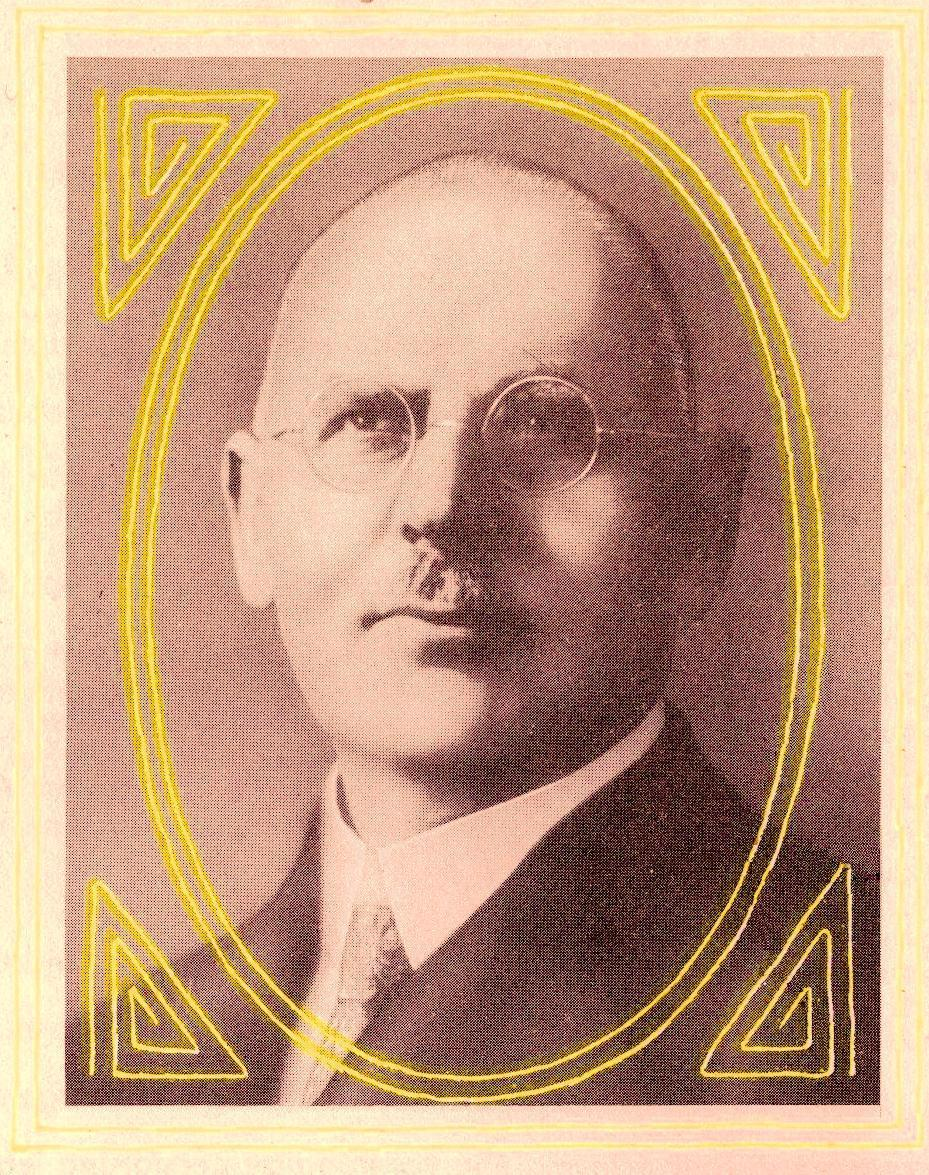
Heinrich de Fries (?)

Heinrich de Fries († 1909) war zusammen mit seinem Bruder Wilhelm im Jahre 1891 Mitbegründer der Düsseldorfer Firma de Fries & Co. Nachdem Wilhelm im Jahre 1896 die Benrather Maschinenfabrik GmbH gegründet hatte, führte Heinrich zusammen mit Anton Röper die Firma de Fries & Co. in Düsseldorf weiter. Am 9. Januar 1904 ließ Heinrich de Fries die Heinrich de Fries GmbH in das Handelsregister als Vertriebsgesellschaft der de Fries & Co. AG, Hebezeugfabrik in Düsseldorf-Heerdt eintragen. Das Unternehmen wurde ebenfalls von de Fries gemeinsam mit Anton Röper gegründet. De Fries „hat […] wohl kaum gedacht, daß diese Firma 50 jahre später den Qualitätsnamen HADEF weithin in alle Welt tragen würde“ Nach Heinrichs Tod übernahm Wilhelm Pützer die Leitung des Unternehmens. Im Jahre 1912 übernahm Wilhelm Pützer den Vertrieb der de Fries & Co. AG Ihm gelang es, das Gütezeichen HADEF (als Akronym von Heinrich de Fries) „als Marke für fortschrittliche Konstruktion und hohe Qualität zu einem festen Begriff im Hebezugbau zu machen“. 1931 verstarb Wilhelm Pützer. Die Erben Wilhelm, Maria und Hans Pützer teilten in der Nachkriegszeit beide Unternehmen unter sich auf. Die Gesellschafter der Heinrich de Fries GmbH Hebezugfabrik wurden in den 1950er Jahren Maria Uebel geb. Pützer und Hans Pützer, der auch als Geschäftsführer fungierte.

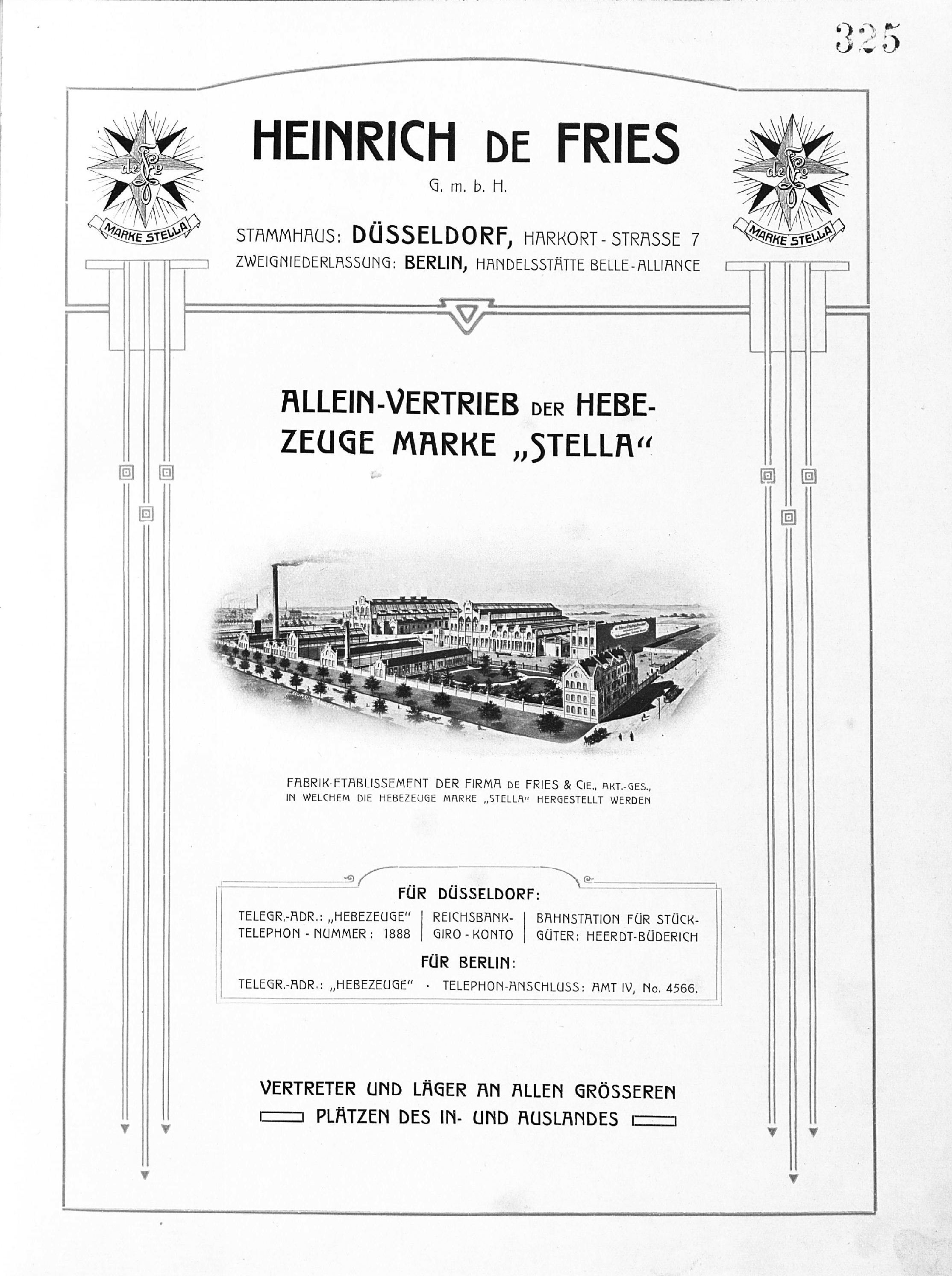
Katalog Ausgabe A der Heinrich de Fries GmbH, 1905 (Titelblatt)
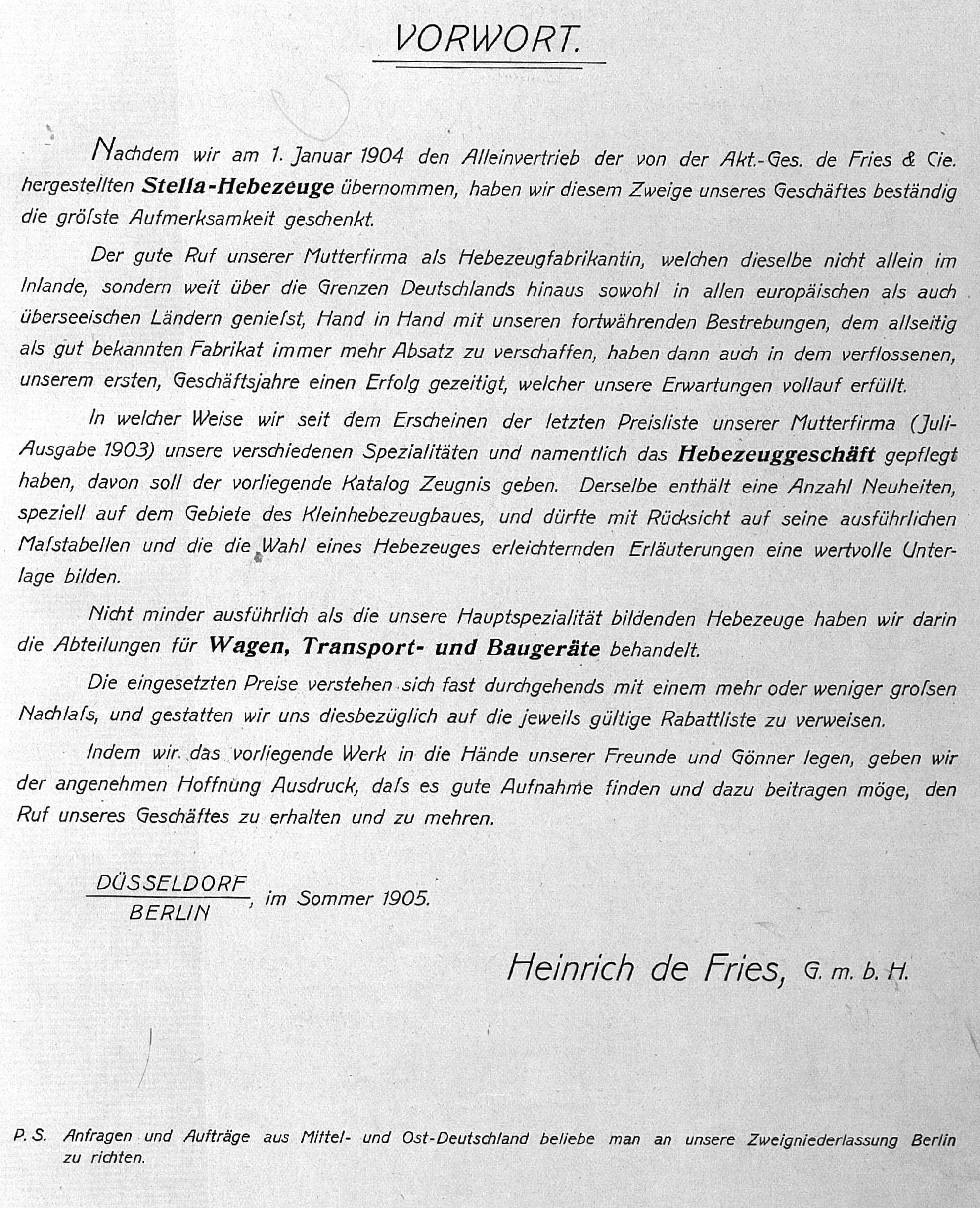
Katalog Ausgabe A der Heinrich de Fries GmbH, 1905 (Vorwort)
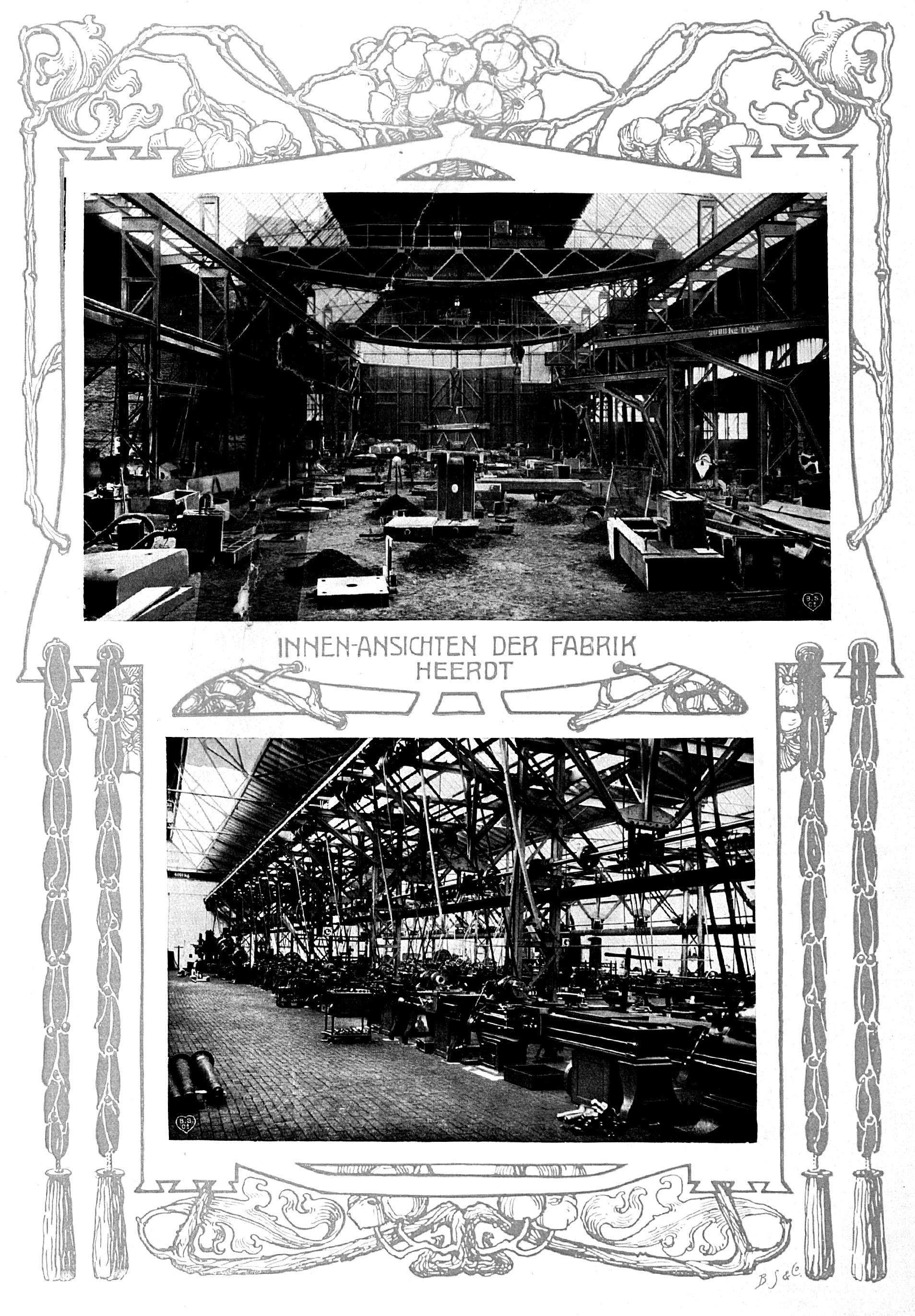
Katalog Ausgabe A der Heinrich de Fries GmbH, 1905 (Innenansicht des Werkes Heerdt)
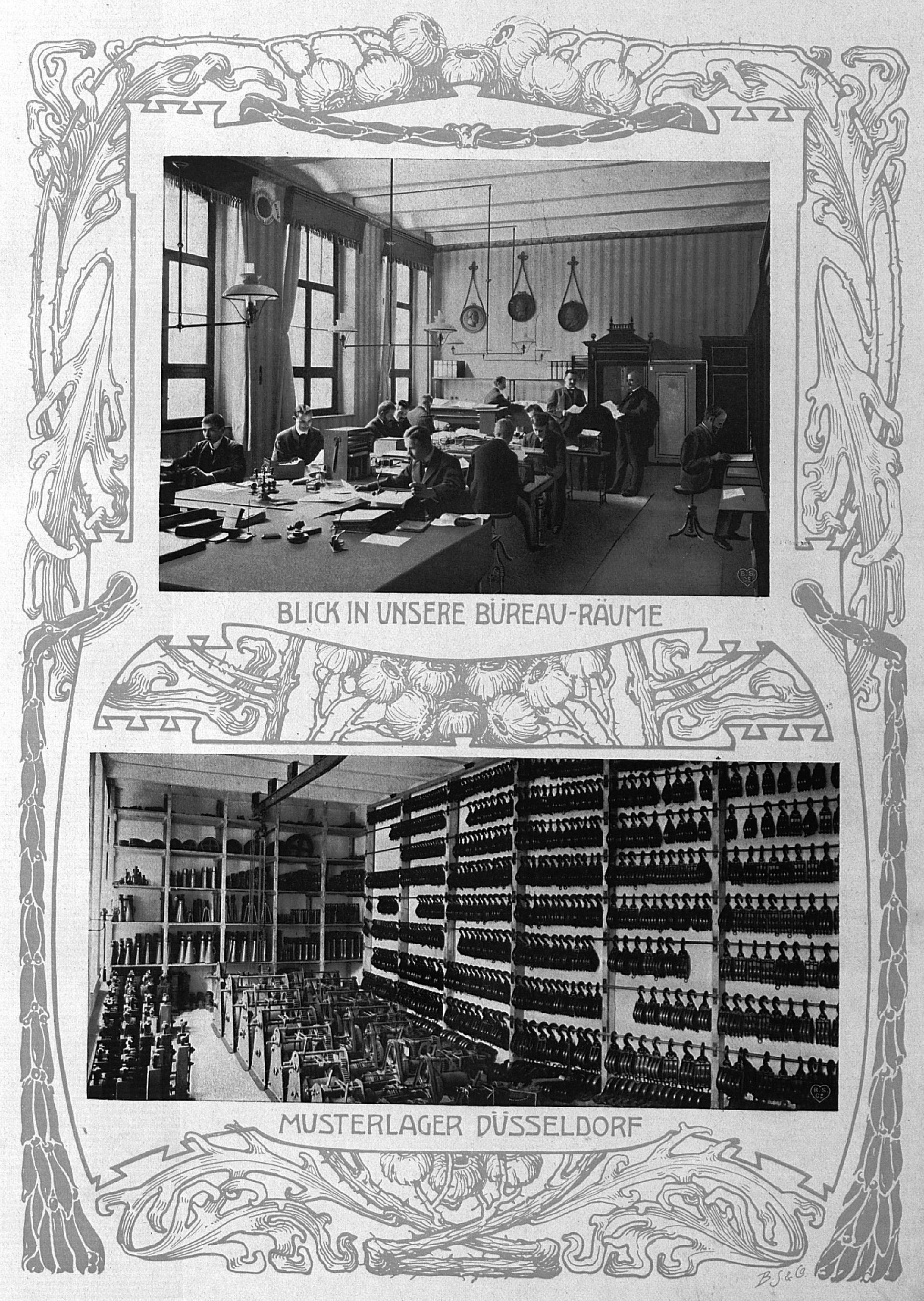
Katalog Ausgabe A der Heinrich de Fries GmbH, 1905 (Büroräume und Musterlager in Düsseldorf)